# Tityus lancinii
Espèce
Tityus lancinii est une espèce de scorpions de la famille des Buthidae.

## Distribution
Cette espèce est endémique du Venezuela. Elle se rencontre sur le pico Naiguatá entre l'État de Miranda et le District capitale de Caracas.

## Étymologie
Cette espèce est nommée en l'honneur d'Abdem Ramón Lancini Villalaz.

## Publication originale
- González-Sponga, 1972 : « Tityus lancinii (Scoropionida : Buthidae) nueva especie del sistema montanoso de la costa en Venezuela. » Monografías Científicas Augusto Pi Suñer, no 4, p. 1-24.